# West Village
Il West Village è una parte del quartiere noto come Greenwich Village situato nel “distretto” (borough) di Manhattan, a New York.  I quartieri confinanti sono Chelsea e Flatiron a nord, East Village e NoHo ad est, e Soho e TriBeCa a sud.
Il quartiere è caratterizzato da vie che escono dallo schema a scacchiera, presentando curve e angolazioni particolari, con gli unici casi di incroci tra strade numerate, che differenzia l'area dal reticolo di strade e viali tipico di Manhattan.
A differenza del vicino Greenwich Village (da cui è separato da Sixth Avenue) presenta un carattere più residenziale, con strette vie alberate dove affacciano piccole palazzine spesso monofamiliari. È considerato uno dei quartieri più costosi e di tendenza di New York, annoverando tra i suoi residenti diversi personaggi dello spettacolo e della moda. 
La quasi totalità del territorio nei confini del West Village è protetta dall'ufficio del Landmark Preservation (il corrispettivo americano della sovraintendenza dei beni culturali) che ha permesso la conservazione di gran parte delle strutture di inizio '900, grazie a rigide regole urbanistiche.

## Trasporti
Il quartiere è servito dalla metropolitana di New York attraverso le stazioni di 14th Street-Eighth Avenue (linee IND Eighth Avenue e BMT Canarsie, treni delle linee A, C, E e L), West Fourth Street-Washington Square (linee IND Eighth Avenue e IND Sixth Avenue, treni delle linee A, B, C, D, E, F e M) e 14th Street, Christopher Street-Sheridan Square e Houston Street (linea IRT Broadway-Seventh Avenue, treni delle linee 1, 2 e 3).